# Anders Börjeson
Anders Börjeson, född 6 mars 1942, är en svensk radioman, programledare och reporter.
Börjeson var medarbetare i radioprogrammet Naturmorgon i Sveriges Radio P1 från 1990 till sin pensionering 2008.

## Priser och utmärkelser
- Linnépriset 1996
- Sveriges Radios språkpris 1990